# Michael Sheard
Michael Sheard (ur. 18 czerwca 1938 w Aberdeen, zm. 31 sierpnia 2005 w Wight) – szkocki aktor. Znany głównie z roli w operze mydlanej Coronation Street oraz admirała Ozzela w Gwiezdnych wojnach George’a Lucasa. Z kolei fani Indiany Jonesa pamiętają go z filmu Indiana Jones i ostatnia krucjata, gdzie wcielił się w postać Adolfa Hitlera.
Zmarł w 2005 roku po długiej walce z nowotworem.